# Táhar el-Halezs
Táhar el-Halezs (arabul: الطاهر الخلج); Marrákes, 1968. június 16. –) marokkói válogatott labdarúgó.

## Pályafutása

### Klubcsapatban
1990 és 1994 között a Kawkab Marrakech csapatában játszott, melynek tagjaként 1992-ben megnyerte a marokkói bajnokságot. 1994 és 1997 között a portugál UD Leiria, 1997 és 2000 között a Benfica játékosa volt. 2000 és 2003 között Angliában játszott a Southamptonban. 2003-ban a Charlton Athleticben fejezte be az aktív játékot.

### A válogatottban
1990 és 2001 között 58 alkalommal játszott a marokkói válogatottban és 3 gólt szerzett. Tagja volt az 1992. évi nyári olimpiai játékokon résztvevő válogatott keretének és részt vett az 1994-es és az 1998-as világbajnokságon, illetve az 1998-as és a 2000-es afrikai nemzetek kupáján.

## Sikerei, díjai
Kawkab Marrakech
- Marokkói bajnok (1): 1991–92